# Wolhyniendeutsche
Wolhyniendeutsche (auch Wolyniendeutsche oder wolhyniendeutsch Woliniendeitsche) waren deutsche Auswanderer und ihre Nachkommen, die sich vor allem im 19. Jahrhundert in Wolhynien angesiedelt hatten und dort bis zum Zweiten Weltkrieg blieben.

## 19. Jahrhundert
Die Russlanddeutschen wanderten in mehreren Wellen in das Russische Reich ein. Im Verlauf des 19. Jahrhunderts kam eine besonders große Zahl von Deutschen nach Wolhynien, einem südlich der Prypjatsümpfe gelegenem Landstrich. Dies geschah vor allem in den Jahren 1860 bis 1895.
Bereits ab circa 1815 hatten westpreußische und ursprünglich aus der Schweiz stammende pfälzische Mennoniten begonnen, sich in dem Gebiet anzusiedeln. Ein Teil dieser mennonitischen Einwanderer gehörte zur strengen Gemeinderichtung der amischen Mennoniten. 1831 folgten ihnen Deutsche aus Polen, die sich nicht am Novemberaufstand beteiligt hatten und daher von der polnischen Bevölkerung angefeindet wurden. Im Gegensatz zu den anderen Gruppen von Russlanddeutschen siedelten sich die Wolhyniendeutschen – ohne vom Zaren ins Land gerufen worden zu sein – nicht nur als Eigentümer auf Großgrundbesitz, sondern vielfach auch als Pächter an. Sie hatten eigene Kirchspiele und Schulen. Ab 1880 wurde es den Deutschen von der russischen Regierung nicht mehr erlaubt, weitere neue evangelische Kirchspiele zu errichten, und es mussten russische Oberlehrer eingesetzt werden. 1914 lebten in Wolhynien rund 250.000 Deutsche in mehr als 300 deutschen Kolonien.

## Weltkriege

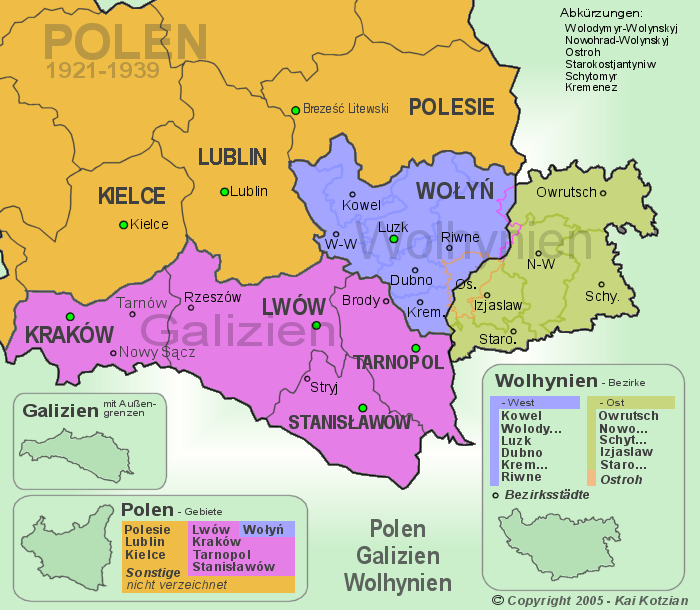
Galizien und Wolhynien in der Zwischenkriegszeit

Im Ersten Weltkrieg wurde ein Teil der Wolhyniendeutschen nach Deutschland umgesiedelt, ein anderer erlitt unter hohen Verlusten an Menschenleben die Deportation ins Innere des Zarenreichs. Um der Verbannung nach Sibirien zu entgehen, wurden viele Ehen mit Ukrainern geschlossen. Auf den Weltkrieg folgte der Polnisch-Sowjetische Krieg, und das Siedlungsgebiet der Gruppen von Russlanddeutschen wurde 1921 zwischen Polen und Sowjetrussland aufgeteilt. Um 1924 zählten die Wolhyniendeutschen noch rund 120.000 Personen. Die Wolhyniendeutschen des polnischen Bereichs wurden 1939 zusammen mit den Galiziendeutschen (insgesamt rund 45.000) in den Warthegau umgesiedelt.
Von den Umsiedlungsabkommen, die 1939 bis 1941 zwischen der Sowjetunion und dem Deutschen Reich vereinbart wurden, wurden die Volksdeutschen (ca. 44.600) des vor 1939 sowjetischen Teils Wolhyniens (Ostwolhynien) ausgeschlossen. Sie wurden von Oktober 1943 bis Mai 1944 von SS-Dienststellen als Administrativumsiedler zuerst nach Bjelostock, heute Białystok und dann in den Warthegau umgesiedelt.

## Entwicklung nach 1945
Ein Teil der 1943/44 nach Deutschland Umgesiedelten kam nach der deutschen Niederlage wieder in den Machtbereich der Sowjetunion oder wurde durch die Westalliierten (Briten und US-Amerikanern) als Displaced Persons den sowjetischen Militärbehörden ausgeliefert, und wenn sie einem der fünf Kriterien der Konferenz von Jalta entsprachen, wurden sie ohne Rücksicht auf ihre individuellen Wünsche zwangsrepatriiert. In den Augen Stalins galten alle sowjetischen Bürger, die sich während des Zweiten Weltkriegs aus welchen Gründen auch immer zeitweise außerhalb der UdSSR aufgehalten hatten, als „Vaterlandsverräter“ und „engste Kollaborateure des Naziregimes“ und sollten dementsprechend behandelt werden.
Andere konnten dauerhaft in Deutschland bleiben. In Linstow kam es zu einer größeren Konzentration Wolhyniendeutscher. Sie pflegen ihre Geschichte und betreiben dort seit 1992 mit dem Wolhynier-Umsiedlermuseum eine einzigartige Kultur- und Begegnungsstätte. Zusammen mit der großen Auswanderungswelle seit den späten 1980er Jahren kamen viele Wolhyniendeutsche als Aussiedler in die Bundesrepublik. In Mecklenburg-Vorpommern leben Nachfahren von Wolhyniendeutschen in Linstow, Neu Schloen und Dargun. Mittlerweile haben sich die Nachfahren in ganz Deutschland verteilt.